# 纤袅凤仙花
纤袅凤仙花（学名：Impatiens imbecilla）为凤仙花科凤仙花属下的一个种。

## 扩展阅读
維基物種上的相關：纤袅凤仙花